# Spike in Transylvania
Spike in Transylvania (nebo také Spike in Transilvania) je počítačová hra z roku 1991 pro počítače Amiga, Amstrad CPC, Atari ST, Commodore 64 a Sinclair ZX Spectrum vydaná společností Codemasters.
Jedná se o adventuru, na rozdíl od ostatních adventur vydaných společností Codemasters (např. Dizzy, Seymour, Slightly Magic, Steg the Slug) se v ní hráč pohybuje trojrozměrně.
Hlavním hrdinou hry je mladý viking Spike, který musí osvobodit svých 8 kamarádů z vězení. Musí proto najít 8 správných klíčů, aby mohl odemknout dveře jednotlivých kobek. Při tom si musí dávat pozor na stráže, a také na myši a netopýry. V průběhu hry je nutné hlídat Spikovu energii, kterou může Spike doplnit pomocí jablka nebo misky s jídlem.